# Arroyo Seco (Montevideo)
Arroyo Seco es un barrio de la ciudad de Montevideo. Administrativamente, se incluye en el Municipio C y el Centro Comunal Zonal 16.

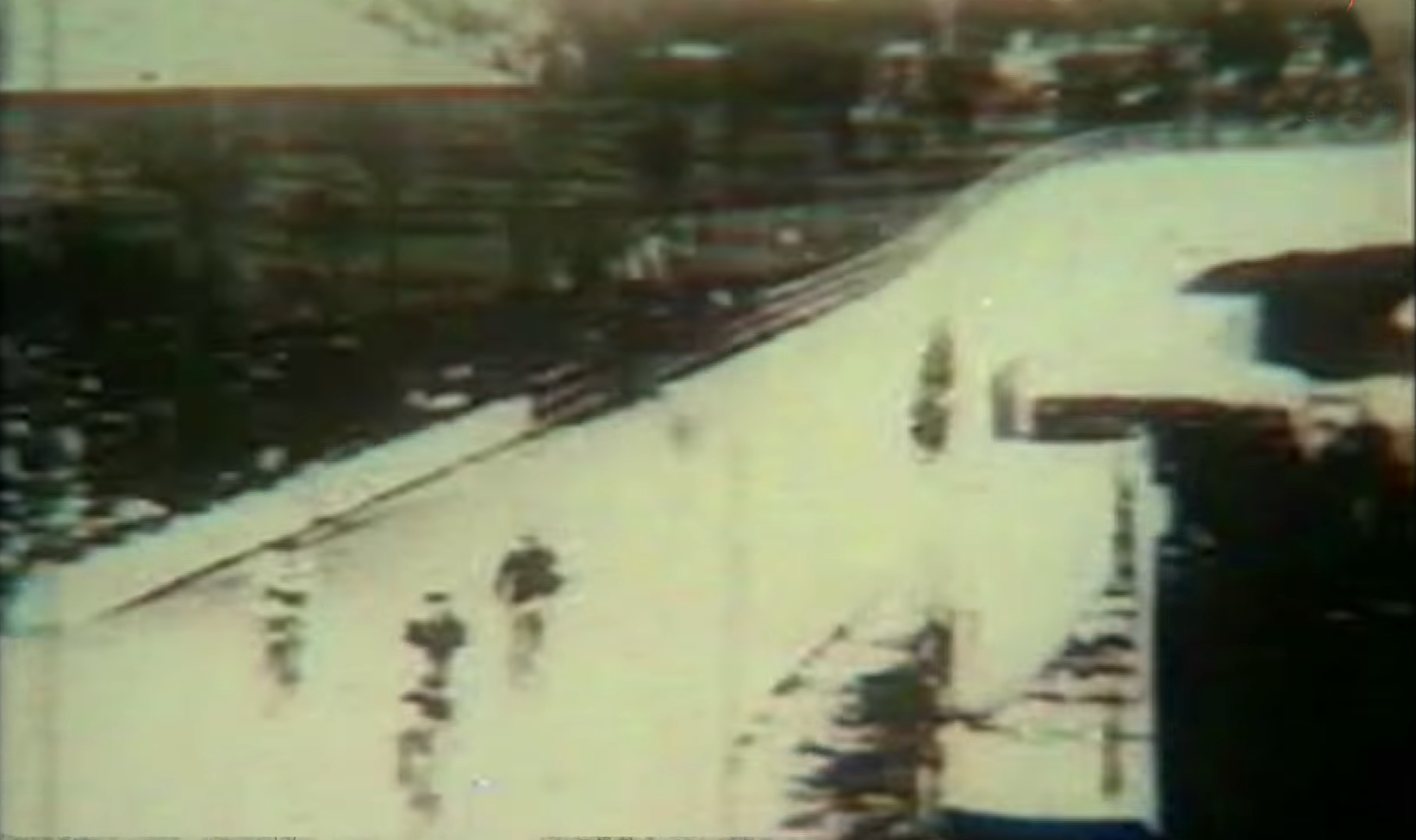
Carrera de bicicletas en el velódromo de Arroyo Seco

Limita con los barrios Bella Vista (al norte), Reducto (al este) y Aguada (al sur). La avenida Agraciada y la Rambla Edison son las dos principales calles del barrio.

## Puntos de interés
Plaza ¨Las Pioneras¨
Palacio de la Luz